# Crème à récurer
 (août 2016).
Si vous disposez d'ouvrages ou d'articles de référence ou si vous connaissez des sites web de qualité traitant du thème abordé ici, merci de compléter l'article en donnant les références utiles à sa vérifiabilité et en les liant à la section « Notes et références ».
La crème à récurer est un produit d'entretien destiné à faire la vaisselle, notamment ôter les traces de brûlé, de graisses et de taches tenaces ; elle est aussi utilisée pour le ménage, l'entretien des salles de bains, cuisines, etc.

## Description
La crème à récurer est composée de microparticules d'origine minérale.